# Pterolophia ternatensis
Pterolophia ternatensis là một loài bọ cánh cứng trong họ Cerambycidae.